# ماري وايت (مصممة نسيج)
ماري وايت (بالإنجليزية: Mary White)‏ هي مصممة نسيج ‏ بريطانية، ولدت في 1930 في مارجيت في المملكة المتحدة.